# Agathosma propinqua
Agathosma propinqua är en vinruteväxtart som beskrevs av Otto Wilhelm Sonder. Agathosma propinqua ingår i släktet Agathosma och familjen vinruteväxter. Inga underarter finns listade i Catalogue of Life.